# Lijst van gevelniskapelletjes in Halle
Dit is een lijst van gevelniskapelletjes in de Vlaams-Brabantse gemeente Halle.

## Beertsestraat 4
Deze gevelniskapel ter ere van Sint-Barbara bevindt zich in de Vlaams-Brabantse gemeente Halle. Ze is ingewerkt in de voorgevel van het woonhuis gelegen aan de Beertsestraat 4.
Deze nis is veel ouder dan het huidige uitzicht van de betreffende woning. Zowel het hekje als het beeld zijn wellicht meer dan 100 jaar oud. Op de Atlas der Buurtwegen (1850) staat reeds ter hoogte van de Beertsestraat 4 een grote kapel aangeduid. Het is mogelijk dat deze in verband met deze gevelniskapel.
De rondboogvormige nis heeft een omlijsting in blauwe hardsteen, maar de gevel werd samen met de volledige nis bedekt met crepie aan het begin van de 21e eeuw. Een rastervormig ijzeren hekje sluit de nis af. In de nis staat een polychroom houten beeld van Sint-Barbara. De gleuf met collectebus wijst erop dat dit meer was/is dan een gewone gevelnis.

## Edingensesteenweg 634
Deze gevelniskapel ter ere van Sint-Jozef bevindt zich in de Vlaams-Brabantse gemeente Halle. Ze is ingewerkt in de voorgevel van de school gelegen aan de Edingensesteenweg 634.
De rondboogvormige nis bevindt zich centraal boven de toegangsdeur van een bakstenen schoolgebouw dat gekenmerkt wordt door grote ramen en een symmetrische opbouw. Het complex is vanaf de steenweg goed zichtbaar. In de witgeschilderde nis met vooruitspringende omlijsting bekroond met een topkruis, staat een beeld van de heilige Jozef in polychromie. De heilige is herkenbaar aan zijn attributen van een timmerman.

## Veugeleerstraat
Deze gevelniskapel ter ere van Sint-Veroon bevindt zich in Lembeek, een deelgemeente van Halle. Ze is ingewerkt in de kopgevel van een schuur gelegen aan de Veugeleerstraat.
De mijtervormige nis heeft een grijs geschilderde omlijsting van bakstenen met topkruis. Ze is afgesloten met een ijzeren hekje. In de nis staat een beeld van de heilige Veroon.
De kapel maakt deel uit van de Sint-Veroonmars, een jaarlijkse processie in Lembeek en wordt voor die gelegenheid steeds versierd.

## Beertsestraat 218
Deze gevelniskapel ter ere van Onze-Lieve-Vrouw van Halle bevindt zich in de Vlaams-Brabantse gemeente Halle. Ze is ingewerkt in de voorgevel van de woning gelegen aan de Beertsestraat 218.
Deze niskapel uit het midden van de 20e eeuw is sober, maar evenwichtig en in harmonie met het ontwerp van de gevel. De nis is aangebracht boven de toegangsdeur en wordt geflankeerd door raampjes die voorzien zijn van een bronzen rooster. Hierop is het Mariamonogram AM aangebracht. De spitsboogvormige nis is uitgewerkt in blauwe hardsteen. In de nis staat een beeld van Onze-Lieve-Vrouw van Halle. Deze straat ligt op de route van de Weg-Om. De Weg-Om is een van de oudste processiewegen van het land, die verschillende kapelletjes in het centrum van Halle en de velden net buiten de stad verbindt. De ommegang is 5,6 km lang en vertrekt van aan de Basiliek in Halle in zuidwestelijke richting. De Weg-Om trekt nog steeds tal van bedevaarders aan.

## Beertsestraat 19
Deze Onze-Lieve-Vrouwkapel bevindt zich in de Vlaams-Brabantse gemeente Halle. Ze is ingewerkt in de gevel van het woonblok gelegen aan de Beertsestraat 19.
Oorspronkelijk stond op deze plek een witgeschilderde bakstenen pijlerkapel met zadeldak uit 1825. Ze werd vervangen door een gevelniskapel in de tweede helft van de twintigste eeuw omwille van de bouw van een woonblok. Links in de gevel is een travee vrijgehouden voor de nis die bekleed is met moderne stenen in polymetrisch verband. Bij dit soort metselwerk wordt gebruik gemaakt van stenen van verschillende typen en formaten. Boven de nis werd een driehoek gevormd met de stenen. Onder de nis werd de oorspronkelijke opschriftplaat geïntegreerd met de vermelding: DEZE CAPEL IS OPGERICHT TER EER VAN O.L.V. TE HAL DOOR J.M. NERINCKX WED. F. CARELS 1825. In de smalle, rechthoekige nis staan een beeld van Onze-Lieve-Vrouw en twee kaarsen opgesteld achter glas. In de oorspronkelijke kapel prijkte ook een beeld van Sint-Veroon dat heden bij een privépersoon bewaard wordt.
De huidige gevelniskapel is een interessante getuige van de oude pijlerkapel die een van de eerste gekende kapellen is opgericht door een rijke burger op de bee-weg.

## Astridlaan
Deze gevelniskapel ter ere van Onze-Lieve-Vrouw van Halle bevindt zich in de Vlaams-Brabantse gemeente Halle. Ze is ingewerkt in de omheiningsmuur van het monasterium van het Heilig Sacrament van de Zusters sacramentinen, gelegen aan de Astridlaan.
De kapel werd opgericht als bedanking na de Tweede Wereldoorlog in 1946. De Onze-Lieve-Vrouw van Halle had de Zusters Sacramentinen behoed voor gevaren. De zusters hadden namelijk onderdak aangeboden aan onder meer Joodse families. Tijdens de bezetting beloofden de zusters een kapel te bouwen als ze bewaard bleven van vervolging of oorlogsgevaar.
Hoewel de kapel zich op de grond van het klooster, staat ze in contact met de buitenwereld via een venster in de omheiningsmuur. Een rondboogvormige nis, die tot de grond reikt, is er ingekapseld in beton en afgesloten met een zwart ijzeren hek met glas. In summiere constructie achter de muur is halfrond staat een beeld van Onze-Lieve-Vrouw van Halle opgesteld. Vooral ’s avonds valt de nis op vanwege de binnenverlichting.
Deze kapel maakt deel uit van de Weg-Om. De Weg-Om is een van de oudste processiewegen van het land, die verschillende kapelletjes in het centrum van Halle en de velden net buiten de stad verbindt. De ommegang is 5,6 km lang en vertrekt van aan de Basiliek in Halle in zuidwestelijke richting. De Weg-Om trekt nog steeds tal van bedevaarders aan.

## Afbeeldingen

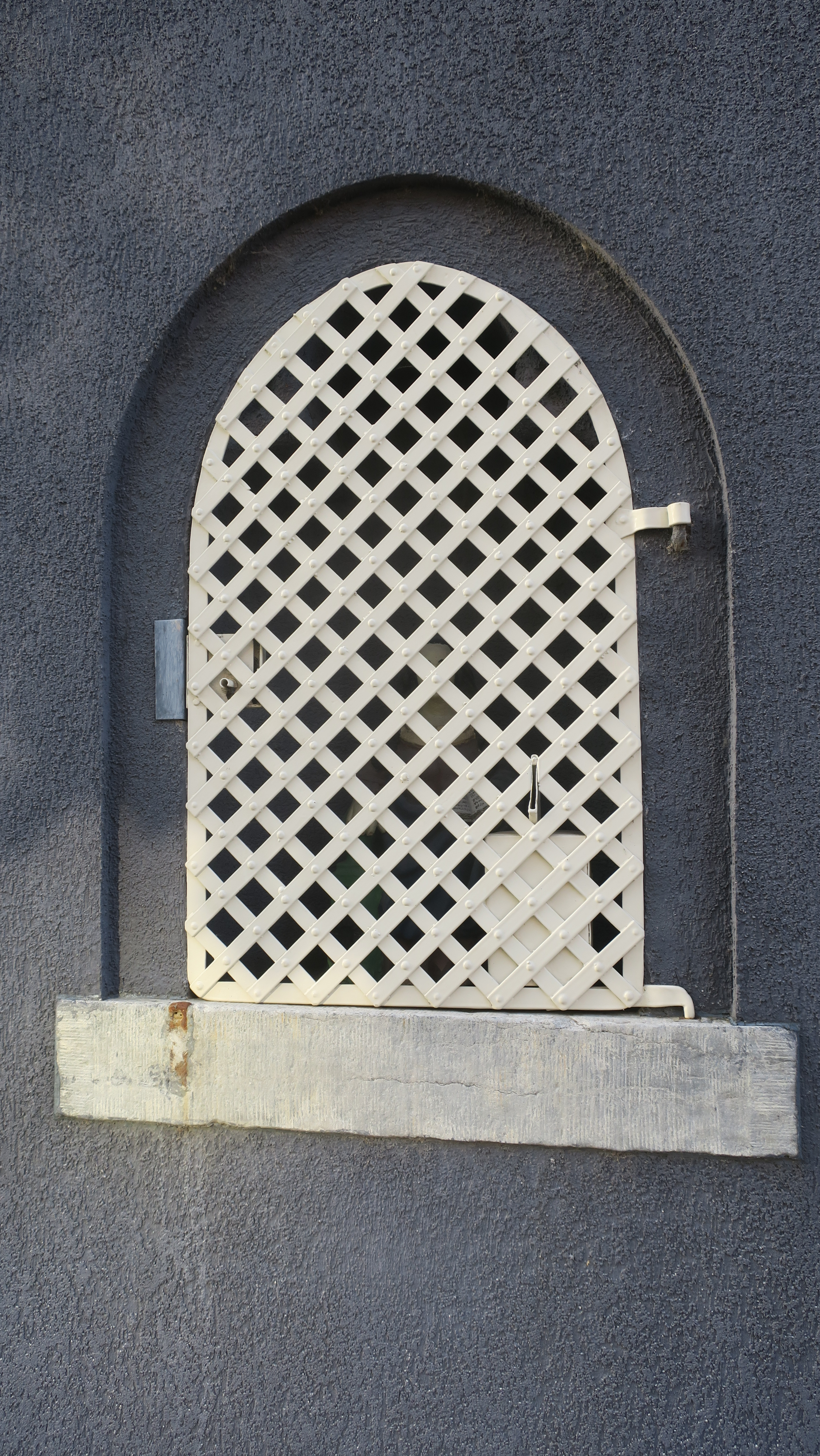
Beertsestraat 4
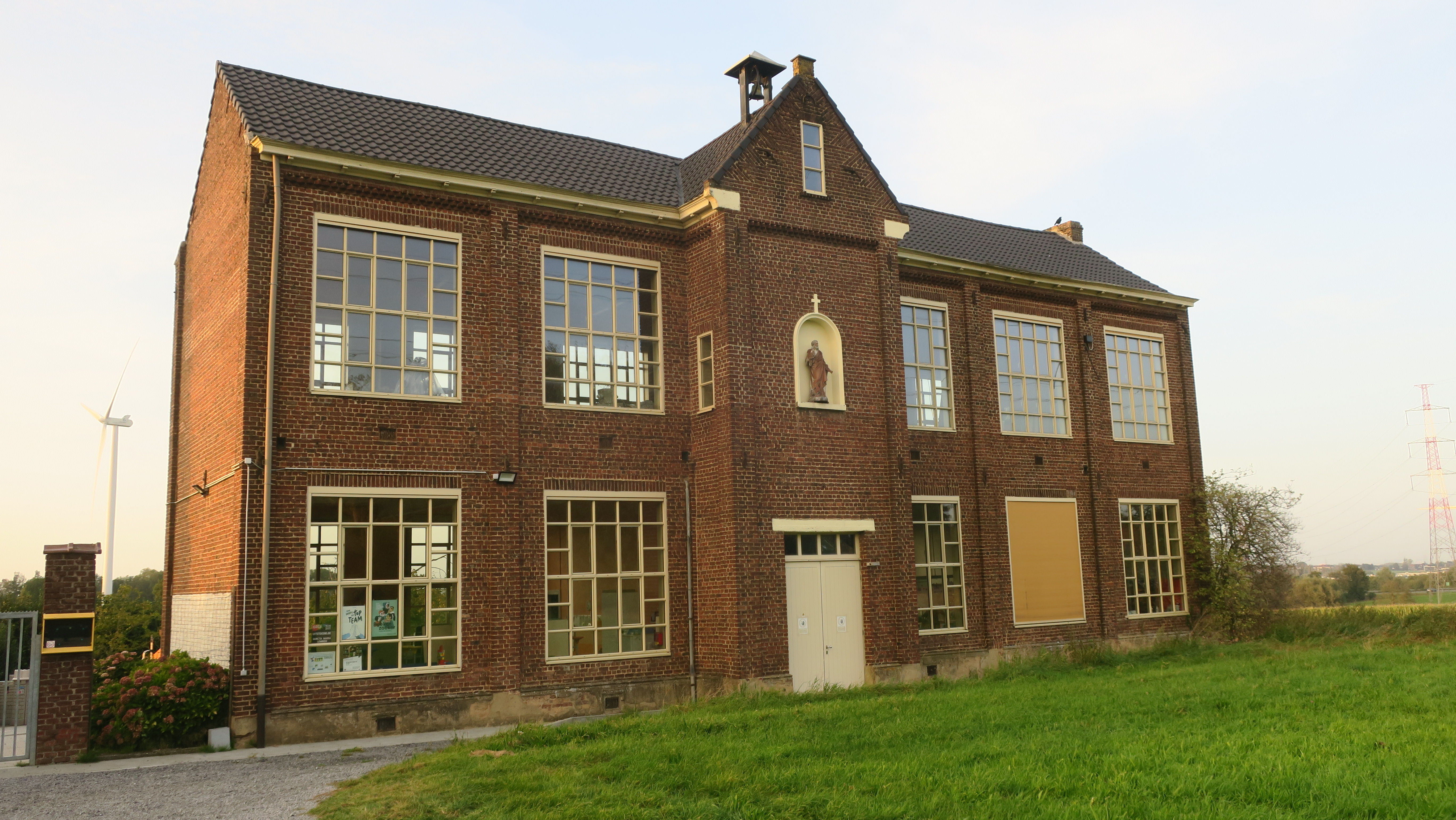
Edingensesteenweg 634
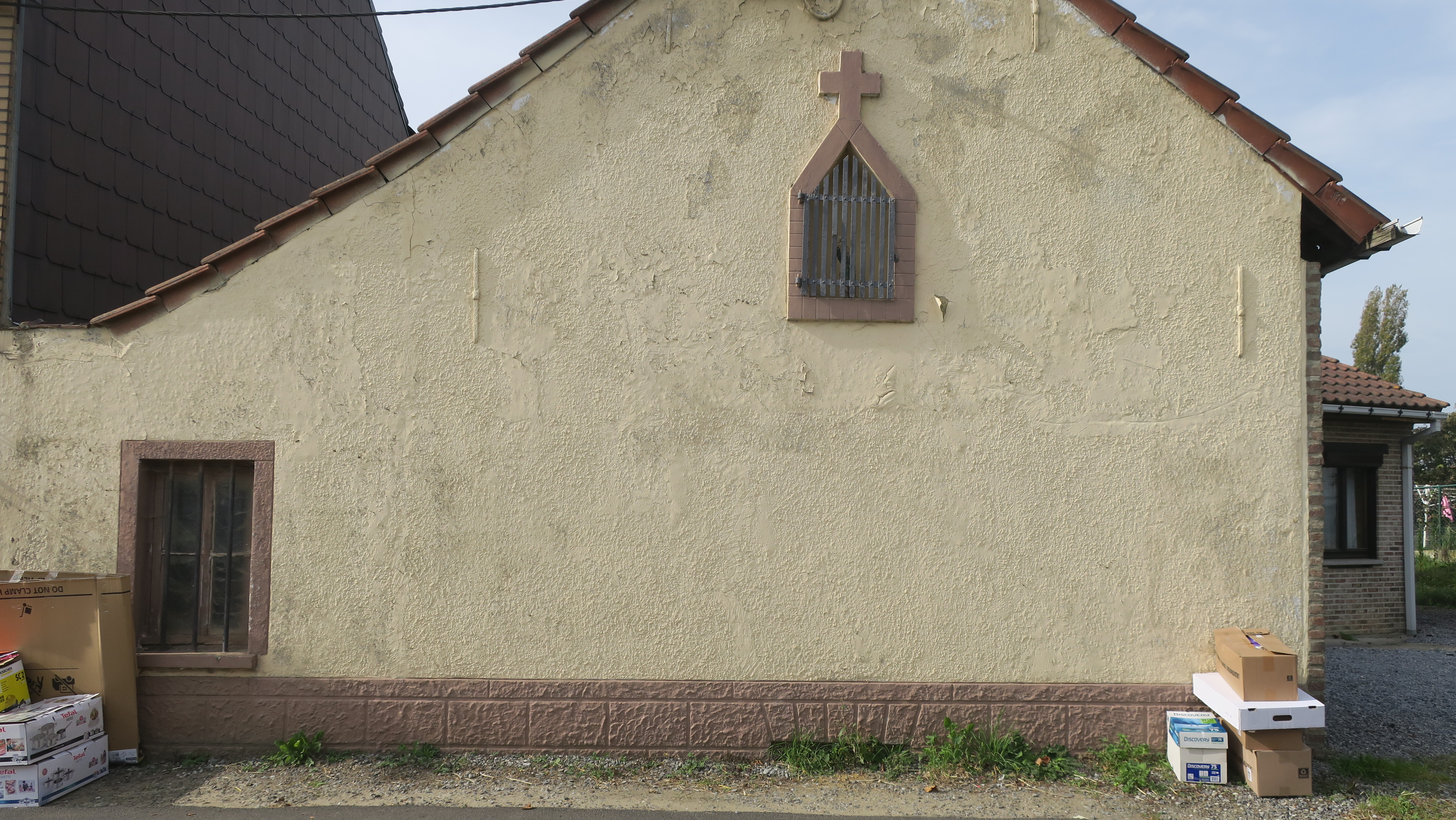
Veugeleerstraat
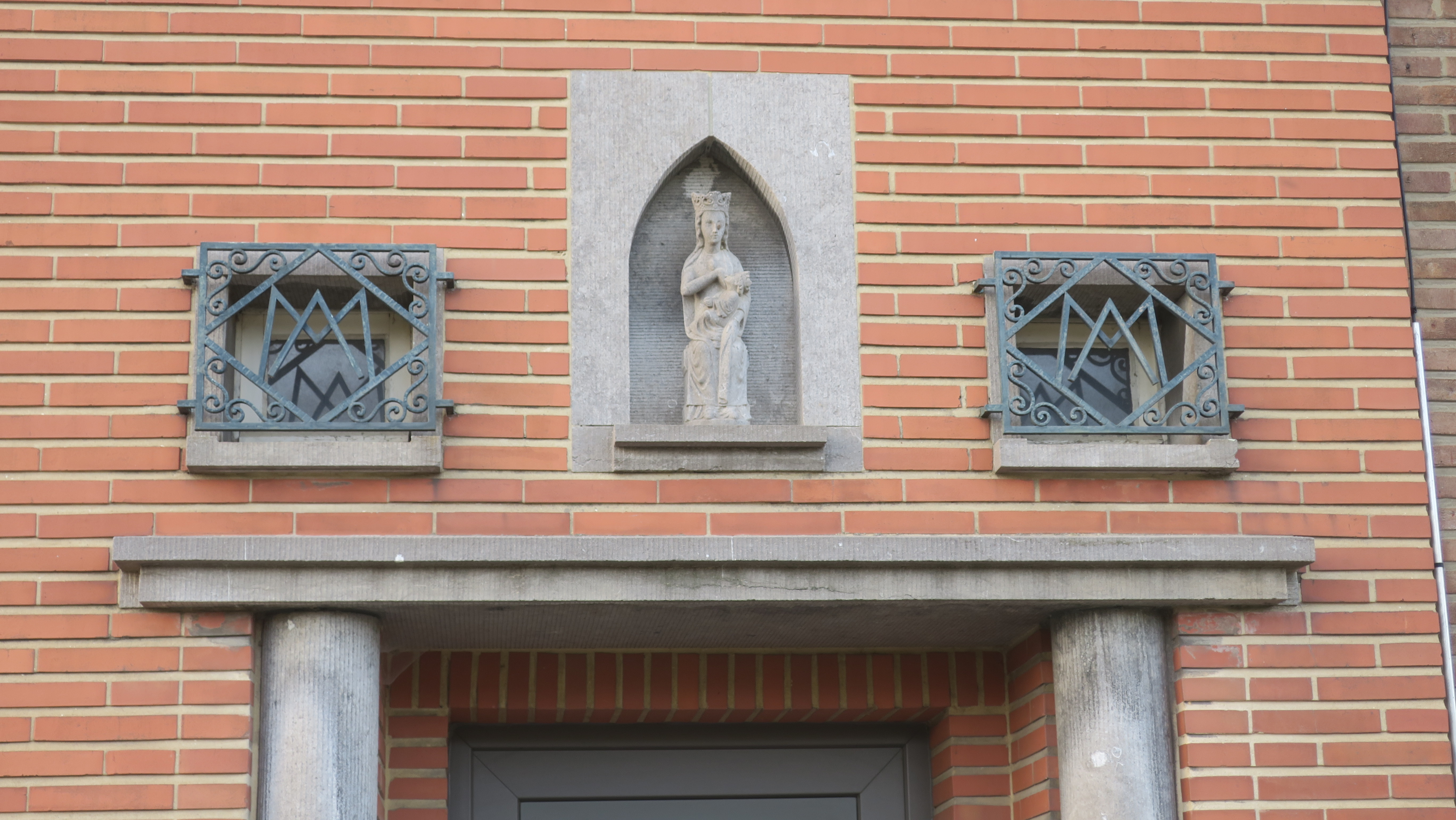
Beertsestraat 218
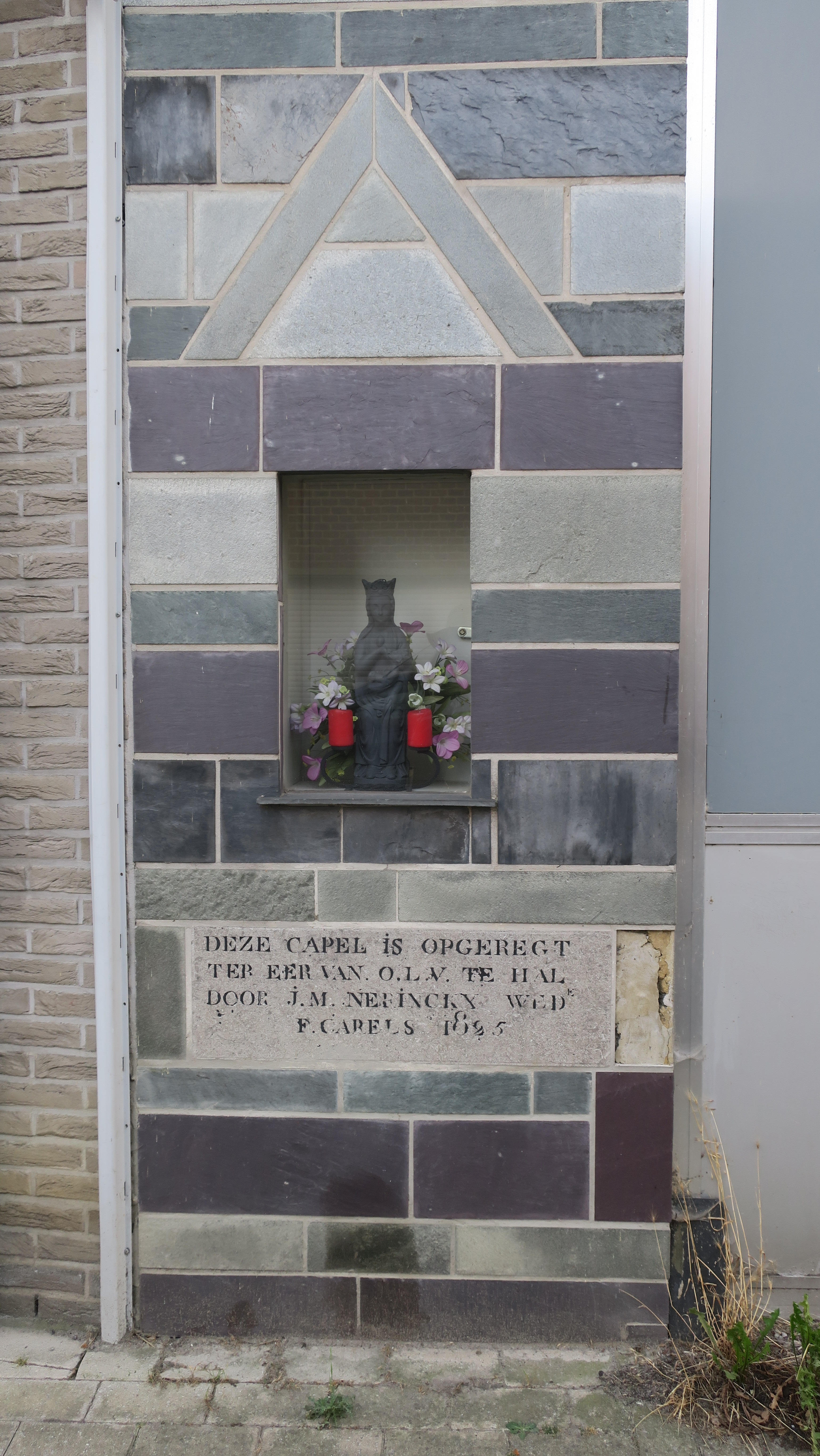
Beertsestraat 19
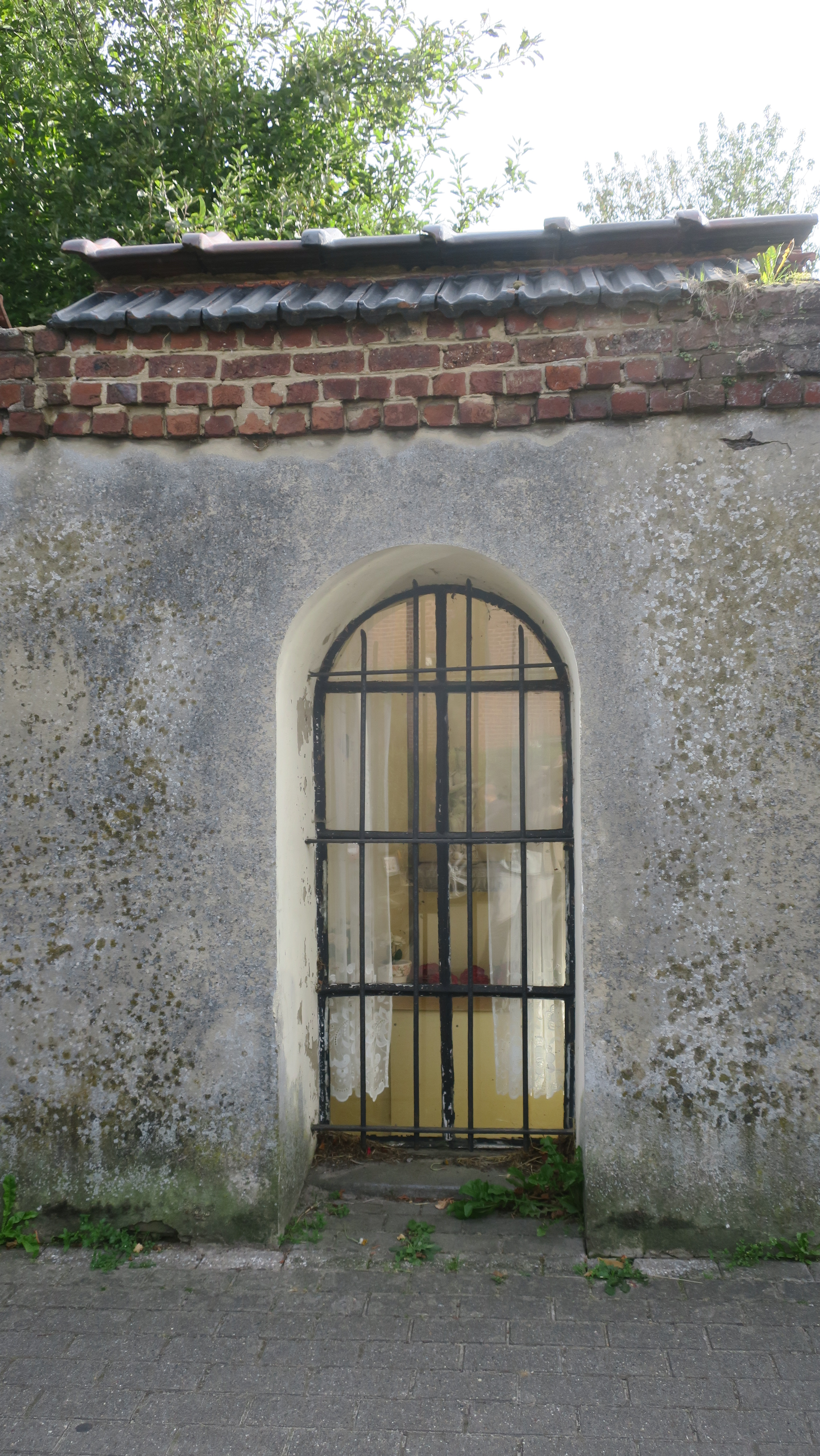
Astridlaan